# Artoer Jersjov
Artoer Stanislavovitsj Jersjov (Russisch: Артур Станиславович Ершов; Verchnjaja Pysjma, 7 maart 1990) is een Russisch weg- en baanwielrenner. Hij reed voor onder meer RusVelo.

## Baanwielrennen

### Palmares
| Jaar     | RK                                        | EK                                               | WK                   | Overig                                                                         |
| Junioren | Junioren                                  | Junioren                                         | Junioren             | Junioren                                                                       |
| -------- | ----------------------------------------- | ------------------------------------------------ | -------------------- | ------------------------------------------------------------------------------ |
| 2007     |                                           | Achtervolging                                    |                      |                                                                                |
| 2008     |                                           |                                                  | Ploegenachtervolging |                                                                                |
| Beloften |                                           |                                                  |                      |                                                                                |
| 2009     |                                           | Ploegenachtervolging, Puntenkoers                |                      |                                                                                |
| 2010     |                                           | Ploegenachtervolging, Puntenkoers, Achtervolging |                      |                                                                                |
| 2011     |                                           | Ploegenachtervolging, Achtervolging              |                      |                                                                                |
| Elite    |                                           |                                                  |                      |                                                                                |
| 2008     |                                           |                                                  |                      | WB Cali: Ploegenachtervolging                                                  |
| 2009     |                                           |                                                  |                      |                                                                                |
| 2010     |                                           |                                                  |                      |                                                                                |
| 2011     | Ploegenachtervolging, Omnium              |                                                  |                      | WB Peking: Puntenkoers WB Eindklassement: Puntenkoers Universiade: Puntenkoers |
| 2012     |                                           | Ploegenachtervolging, Koppelkoers, Omnium        |                      |                                                                                |
| 2013     | Ploegenachtervolging, Omnium, Koppelkoers | Ploegenachtervolging                             |                      | WB Aguascalientes: Omnium                                                      |
| 2014     |                                           |                                                  |                      |                                                                                |
| 2015     |                                           |                                                  | Puntenkoers          |                                                                                |

## Wegwielrennen

### Overwinningen
2011
 Ploegentijdrit op de Zomeruniversiade
2e etappe Ronde van Navarra
2012
8e etappe Ronde van het Qinghaimeer
2014
4e etappe Grote Prijs Udmurtskaya Pravda
Eindklassement Grote Prijs Udmurtskaya Pravda
2016
1e etappe deel B Internationale Wielerweek (ploegentijdrit)
2018
3e etappe Ronde van Costa Rica
2020
Eindklassement Ronde van Mevlana

### Resultaten in voornaamste wedstrijden
| Jaar | Ronde van Italië | Ronde van Frankrijk | Ronde van Spanje |
| ---- | ---------------- | ------------------- | ---------------- |
| 2016 | buiten tijd      |                     |                  |
| 2017 |                  |                     |                  |

| Jaar | Milaan-San Remo |
| ---- | --------------- |
| 2016 |                 |
| 2017 | 180e            |

## Ploegen
- 2012 –  RusVelo
- 2013 –  RusVelo
- 2014 –  RusVelo
- 2015 –  RusVelo
- 2016 –  Gazprom-RusVelo
- 2017 –  Gazprom-RusVelo

Arguelyes · Chatoentsev · Firsanov · Jersjov · Jeskov · Kajkov · Klimov · I. Kovaljov · J. Kovaljov · Kozontsjoek · Krasnov · Markov · Manakov · Mironov · Ovetsjkin · Rovny · Savitski · Serov · Troesov · Valinin · Zoebov
Bojev · Firsanov · Klimov · Jersjov · Kotsjetkov · I. Kovaljov · J. Kovaljov · Krasnov · Majkin · Manakov · Mironov · Ovetsjkin · Pomosjnikov · Rybakov · Savitski · Serov · Solomennikov · Tatarinov · Zakarin
Balykin · Bojev · Firsanov · Jersjov · Klimov · Krasnov · Kritski · Lagoetin · Majkin · Ovetsjkin · Pomosjnikov · Pozdnjakov · Serov · Solomennikov · Tatarinov · Zakarin
Arslanov · Balykin · Bojev · Firsanov · Foliforov · Ignatenko · Jersjov · Jevtoesjenko · Koerbatov · Koestadintsjev · Komin · Majkin · Nikolajev · Nytsj · Ovetsjkin · Pozdnijakov · Rybakov · Savitski · Serov · Solomennikov · Stasj
Arslanov · Bojev · Firsanov · Foliforov · Jersjov · Jevtoesjenko · Koerbatov · Koestadintsjev · Kolobnev · Majkin · Manakov · Nikolajev · Nytsj · Ovetsjkin · Rybalkin · Savitski · Serov · Sjaloenov · Solomennikov · Stasj · Svesjnikov · Zakarin
Arslanov · Bojev · Broett · Firsanov · Foliforov · Jersjov · Kozontsjoek · Lagoetin · Majkin · Nikolajev · Nytsj · Ovetsjkin · Porsev · Rovny · Rybalkin · Savitski · Sjaloenov · Solomennikov · Svesjnikov · Troesov · Vorobjov · Zakarin · Kobernjak (stagiair) · Koerjanov (stagiair) · Tsjerkasov (stagiair)